# Het Beste Idee van Nederland
 (mai 2025).
Het Beste Idee van Nederland était une émission de télévision néerlandaise diffusée à l'origine par Veronica puis par SBS6 de 2004 à 2015.

## Historique
Dans le cadre du programme, chacun a la possibilité de présenter son idée devant un jury. Le gagnant reçoit un prix en espèces de 25 000 € et l'idée gagnante est également mise en production. Le programme est présenté par Henkjan Smits et Tooske Ragas. En 2011, Beau van Erven Dorens présente le spectacle, avec un tout nouveau format. Après une interruption de deux ans (2012-2013) pendant laquelle le programme n'est pas diffusé, il revient pour deux saisons en 2014. Le programme est présenté cette année-là par Jochem van Gelder et Britt Dekker. En 2015, la présentation est à nouveau entre les mains de Jochem van Gelder, avec comme co-présentatrice Airen Mylene.